# Fernand Haussaire
Fernand Haussaire (* 31. Mai 1911 in Oran, Algerien; † 21. Juni 1966) war ein französischer Fußballspieler.

## Karriere
In seiner Jugend spielte Haussaire bei einem Verein namens Gallia Club aus Oran im französisch besetzten Algerien. 1932 stand er im Kader des FC Sète, der im selben Jahr die Profiliga Division 1 als höchste französische Spielklasse mitbegründete; damit zählte er zu den ersten Spielern der neuen Liga. Auch wenn er in 12 der 18 Partien zum Einsatz kam, schied er 1933 aus dem bezahlten Fußball aus. 
Im Verlauf der Spielzeit 1935/36 kehrte er in diesen zurück, als er mit dem OGC Nizza in der zweiten Liga antrat; am Ende der Saison wechselte er zum Erstligisten AS Cannes. Für Cannes verbuchte er regelmäßige Einsätze, war aber nicht unangefochten. 1938 unterschrieb er beim Ligakonkurrenten Olympique Lille. 1939 wurde durch den Zweiten Weltkrieg der reguläre Spielbetrieb unterbrochen, was für Haussaire das Karriereende bedeutete. Später lief er für einen Amateurverein auf.